# Бестужевські курси

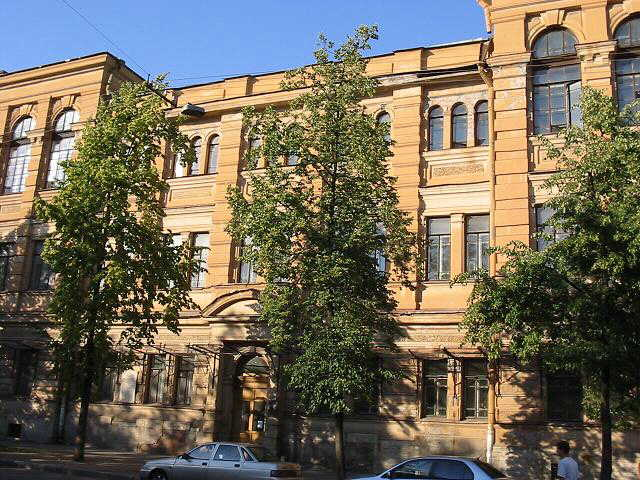
Будівля Бестужевських курсів на 10-й лінії В. О.

Бесту́жевські ку́рси — вищий жіночий навчальний заклад, заснований 1878 року в Петербурзі.

## Історія
Свою назву курси дістали від прізвища професора російської історії Костянтина Бестужева-Рюміна, який був їх засновником.
Курси відіграли помітну роль у розвитку культури і народної освіти в Росії на початку 20 століття. Частина випускниць після закінчення навчання знаходила собі заняття в наукових і, головним чином, в культурно-освітніх закладах усіх регіонів Росії. Особливо численною була армія народних учительок — «бестужевок».
Серед слухачок налічувалось багато жінок з України. На курсах викладали видатні вчені — Дмитро Менделєєв, Іван Сєченов, Олександр Бутлеров, Семен Венгеров та інші, а також відомі українські вчені й уродженці України — Дмитро Овсянико-Куликовський, Лев Щерба, Олександра Єфименко та інші.
1917 року курси були об'єднані з Петроградським університетом. На курсах вчилася педагогиня-марксистка Надія Крупська.